# Problema del mal

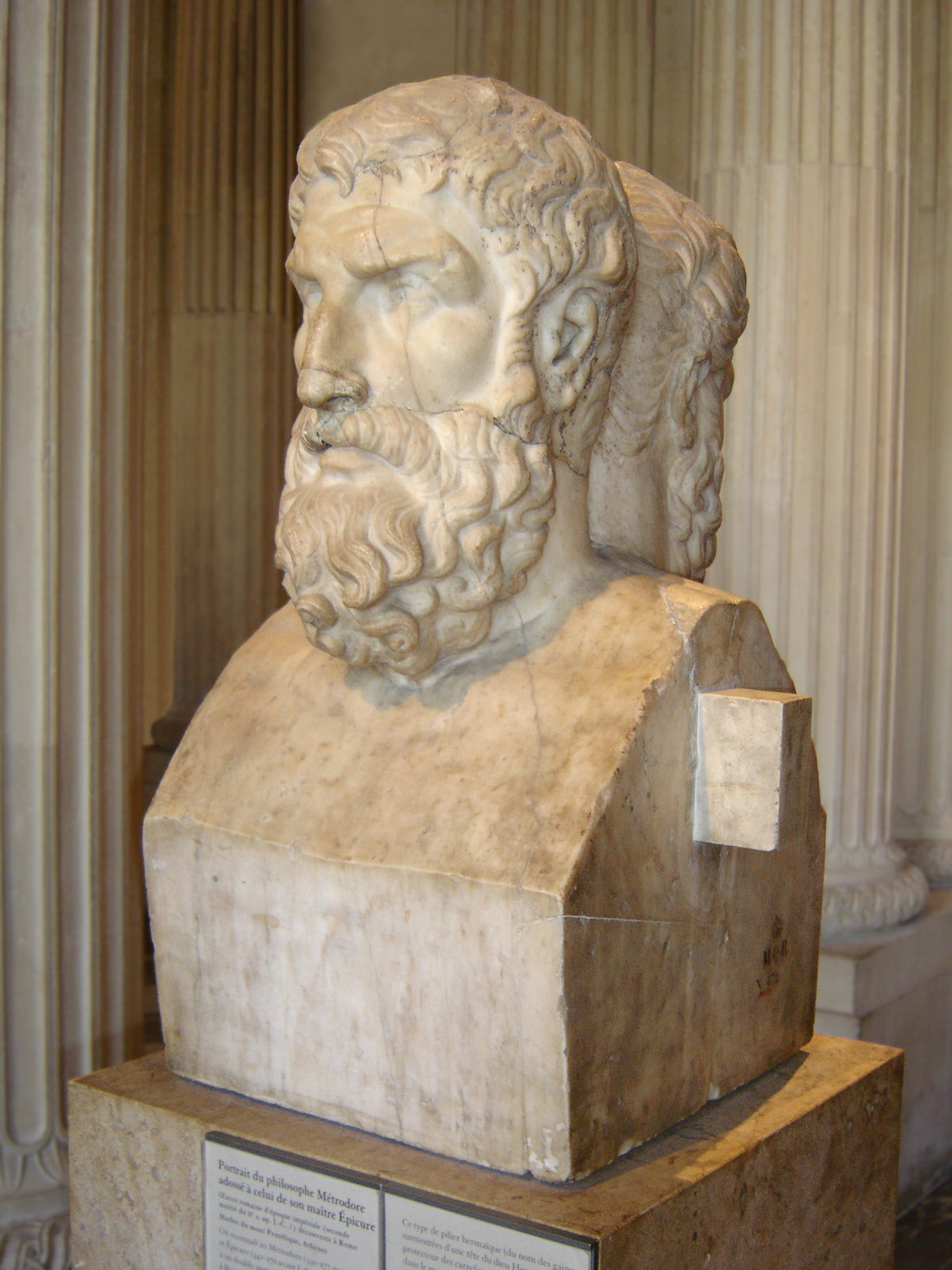
Epicur es reconegut com el primer que exposà el "problema del mal".

El problema del mal o també, paradoxa d'Epicur, és estudiat en filosofia de la religió, en teodicea i en metafísica com el problema que resulta en considerar la compatibilitat entre la presència del mal i del patiment en el món amb l'existència d'un Déu omniscient, omnipresent, omnipotent i omnibenevolent.

## Definició del problema
El problema del mal sorgeix de la suposició que un Déu omniscient i totpoderós hauria de ser capaç d'arreglar el món segons les seves intencions. Com el mal i el sofriment existeixen, pot semblar que Déu vulgui o permeti que hi hagi mal, per la qual cosa no seria perfectament bo, o no seria omniscient perquè no s'adona de tot el sofriment del món, o no és totpoderós, ja que no pot arreglar el món per eliminar de soca-rel el mal. O efectivament, no és plenament benevolent. Es relaciona amb el problema de l'infern.
Hi ha hagut diverses rèpliques dels creients per tal de tractar de reconciliar el problema del mal amb l'existència de Déu. Entre elles, les que afirmen que el mal és el resultat del lliure albir humà.